# Alfred Auvard
Dr. Alfred Auvard (Segonzac, 8 augustus 1855 - Limousin, 1940) was een Frans arts, gynaecoloog en theosoof.

## Geneeskunde
Hij is internationaal vermaard voor zijn publicaties over verloskunde en zijn gynaecologische instrumenten, onder meer het Auvard speculum. Een andere uitvinding van hem is de Auvard couveuse.
Hij studeerde in Parijs, Leipzig, Dresden en Berlijn. Zijn techniek voor verwijdering van de placenta werd naar hem het Auvard manoeuver genoemd. 

## Evoluïsme
Deels samen met zijn collega Dr. Schulz werkte hij een theosofische school uit, waarin de leringen van Mevr. Blavatsky worden geformuleerd in een begrijpelijke en wetenschappelijke taal. Deze school noemden ze het Evoluïsme.

## Publicaties
- Traitement de la métrite parenchymateuse par les scarifications du col de l'utérus (1880)
- De la pince à os et du cranioclaste. Étude historique et expérimentale (1884)1
- De la conduite à tenir dans les cas de placenta praevia (1886)1
- De la Couveuse pour enfants (1888)
- L'hypnotisme et la suggestion en obstétrique (1888)
- Traitement de l'éclampsie puerpérale (1888)1
- Embryotome céphalique combiné (1889)
- Hygiène infantile ancienne et moderne (maillot, berceau et biberon à travers les âges) (1889)1
- De l'Antisepsie en gynécologie et en obstétrique (1891)1
- Formulaire gynécologique illustré (1892)3.
- Formulaire obstétrical illustré (1892)3.
- Gynécologie. Séméiologie géni (1892)
- Menstruation et fécondation, physiologie et pathologie (1892)
- Planches murales pour l'enseignement de la gynécologie, tirées en plusieurs couleurs (1892)3.
- Anesthésie chirurgicale et obstétricale (1893)
- Guide de thérapeutique générale et spéciale (1893)
- Thérapeutique obstétricale (1893)3.
- Traité pratique de gynécologie (1894)3.
- De la Stérilité chez la femme (1896)3.
- Thérapeutique gynécologique (1896)3.
- Traité pratique d'accouchements (1898)3.
- Le nouveau-né (1905)3.
- L'Évoluisme (1914)
- Aurore nouvelle (1917)
- Aum (essence des religions) (1918)
- Maladie (hystérie, neurasthénie, lésion) (1918)
- Maya (monade dans l'homme) (1918)
- Moksha (libération de la monade) (1918)
- Nada (cycle d'une monade) (1918)
- Vie (conscience, matière, force) (1918)
- Bhagavad Gita (traduite et annotée) (1919)
- Passionnalité (l'homme de désir) (1919)
- Science des Védas (Doctrine évoluiste) (1919)
- Spiritualité (l'homme de conscience) (1919)
- Santé, comment se bien porter (d'après l'enseignement théosophique) (1920)
- Bonheur (Art d'être heureux) d'après l'enseignement théosophique (1921)
- Ésotérisme (Base de l'évoluisme) (1921)
- Malheur (problème de la douleur) d'après l'enseignement théosophique (1921)
- Énigme de la vie (Clé de l'évoluisme) (1922)
- Sociologie (Évoluisme social) (1924)